# Selbstinkompatibilitätssystem
Als Selbstinkompatibilitätssystem bezeichnet man Mechanismen von Lebewesen, deren Nutzen darin besteht, die Bildung von Nachkommen aus Selbstbefruchtung (Autogamie) aktiv zu verhindern.
Die Ausbildung von getrennten Geschlechtern in unterschiedlichen Individuen (Diözie) ist ein Weg dies umzusetzen. Von Geschlechtern spricht dann, wenn zwei ungleichartig gestaltete Geschlechtszellen ausgebildet werden und diese dann eine befruchtete Eizelle bilden. So können sich etwa zwei Eizellen nicht befruchten. Selbstinkompatibilitätssysteme im eigentlichen Sinne sind jedoch Mechanismen unabhängig vom Geschlecht, um bestimmte Fortpflanzungskombinationen zu verhindern.
Selbstinkompatibilitätssysteme gibt es sowohl bei Pflanzen (siehe Selbstinkompatibilität bei Pflanzen), als auch bei Pilzen (siehe Kreuzungstyp).
In der Zoologie ist Selbstinkompatibilität eine Autoimmunerkrankung.